# Ivica Zubac
Ivica Zubac (Mostar, 18 de março de 1997) é um jogador croata de basquete profissional que atualmente joga no Los Angeles Clippers da National Basketball Association (NBA).
Ele foi selecionado pelo Los Angeles Lakers na segunda rodada do draft da NBA de 2016. Zubac jogou pelos Lakers até o prazo de trocas de 2019, quando foi trocado para os Clippers. Durante os playoffs de 2021, ele ajudou os Clippers a alcançar as Finais da Conferência Oeste pela primeira vez na história da franquia.

## Carreira Profissional

### Europa (2013–2016)
Zubac veio da base do Cibona e depois jogou pelo Zrinjevac na segunda divisão croata durante a temporada de 2013-14. Ele entrou para o time principal do Cibona na temporada seguinte, tornando-se parte de um grupo de prospectos que incluía Nik Slavica e Ante Žižić após a saída de Dario Šarić. Zubac jogou na primeira divisão croata e na Liga Adriática em seu primeiro ano, e também teve ação na Europe Cup em seu segundo ano.
Em fevereiro de 2016, ele deixou o Cibona devido a dificuldades financeiras da equipe e assinou com o Mega Leks da Sérvia.

### Los Angeles Lakers (2016–2019)

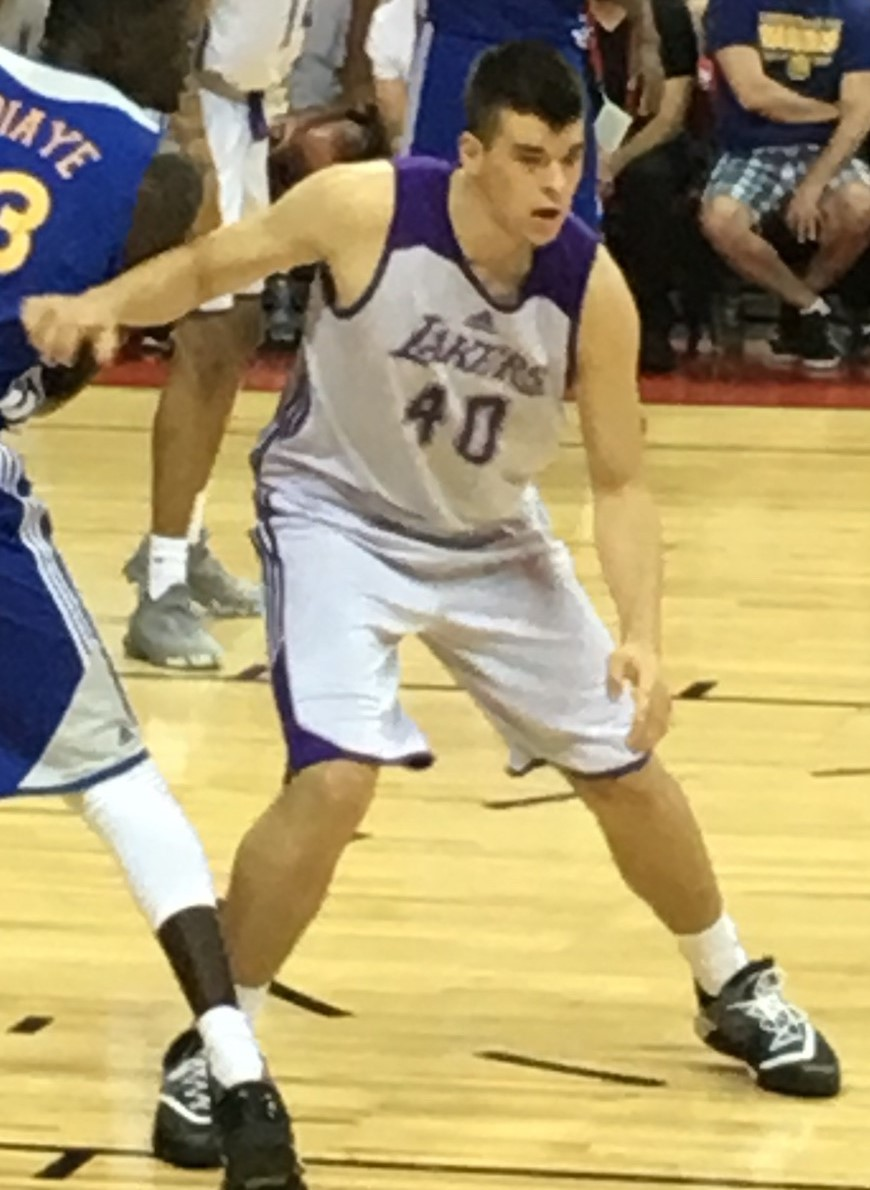
Zubac com os Lakers durante a Summer League de 2016

Em 23 de junho de 2016, Zubac foi selecionado pelo Los Angeles Lakers como a 32ª escolha geral no draft da NBA de 2016. Em 7 de julho, ele assinou um contrato de 3 anos e US$3.2 milhões com os Lakers e se juntou à equipe para a Summer League de 2016.
Zubac fez sua estreia na NBA em 2 de novembro de 2016, marcando seis pontos como substituto de Timofey Mozgov, enquanto os Lakers derrotaram o Atlanta Hawks por 123–116. Depois de jogar em apenas 10 jogos da NBA na primeira metade da temporada, Zubac teve seu melhor jogo da temporada em 17 de janeiro de 2017 contra o Denver Nuggets, onde fez seu primeiro duplo-duplo, marcando 11 pontos e pegando 13 rebotes, o maior da equipe, além de três bloqueios na derrota por 127–121. Em 12 de março de 2017, Zubac teve 10 pontos, seis rebotes e um recorde na temporada de quatro bloqueios em uma derrota por 118–116 para o Philadelphia 76ers. Na noite seguinte, ele teve outro jogo de destaque com um recorde pessoal de 25 pontos, além de 11 rebotes, em uma derrota por 129–101 para os Nuggets. Em 31 de março de 2017, Zubac foi declarado fora pelo resto da temporada devido a uma torção no tornozelo direito. Durante sua temporada de estreia, ele jogou alguns jogos com o Los Angeles D-Fenders, o afiliado do Lakers na D-League.
Na temporada de 2017-18, Zubac jogou alguns jogos com o South Bay Lakers, o afiliado do Lakers na G-League, devido ao tempo de jogo limitado na temporada regular.

### Los Angeles Clippers (2019–Presente)
Em 7 de fevereiro de 2019, Zubac e Michael Beasley foram trocados para o Los Angeles Clippers em troca de Mike Muscala. Zubac se tornou um membro chave para os Clippers durante a reta final da temporada, eventualmente alcançando os playoffs pela primeira vez em sua carreira com eles.
Em 22 de fevereiro de 2020, Zubac registrou um recorde na temporada de 15 rebotes em 20 minutos contra o Sacramento Kings. Em uma vitória sobre o Houston Rockets, ele teve um desempenho perfeito de 6 em 6 arremessos, marcando um recorde de 17 pontos na temporada, além de pegar 12 rebotes e bloquear um arremesso, em 5 de março. Em 6 de agosto de 2020, Zubac teve 21 pontos e 15 rebotes com 100% de acerto nos arremessos em 24 minutos na vitória por 126–111 contra o Dallas Mavericks, tornando-se o primeiro jogador na era do relógio de posse de bola a fazer 20+ pontos e 15+ rebotes com 100% de acerto em menos de 30 minutos.
Em 15 de fevereiro de 2021, Zubac marcou um recorde na temporada de 22 pontos, além de pegar 8 rebotes, em uma vitória por 125–118 sobre o Miami Heat. Em 14 de abril, ele registrou um duplo-duplo com 18 pontos e 13 rebotes em uma vitória por 100–98 sobre o Detroit Pistons.
Em 19 de janeiro de 2022, Zubac marcou um recorde pessoal de 32 pontos e pegou 10 rebotes durante uma derrota por 130–128 na prorrogação contra o Denver Nuggets. Durante a temporada de 2021-22, Zubac iniciou um recorde pessoal de 76 jogos e teve médias de 10,3 pontos e 8,5 rebotes.
Em 28 de junho de 2022, Zubac assinou uma extensão de contrato de três anos e US$33 milhões com os Clippers. Em 27 de novembro, ele fez 31 pontos e um recorde pessoal de 29 rebotes em uma vitória por 114–110 sobre o Indiana Pacers.
Em 21 de abril de 2024, Zubac marcou um recorde pessoal nos playoffs de 20 pontos e 15 rebotes em uma vitória por 109–97 contra o Mavericks.
Em 30 de agosto de 2024, Zubac concordou com uma extensão de contrato de três anos e US$58,6 milhões com os Clippers.
A temporada regular 2024-25 de Zubac foi de grande avanço. O croata registrou médias de 16.8 pontos, 12.6 rebotes e 2.7 assistências por jogo, com eficiência nos arremessos de 62,8%. A melhora o fez terminar em segundo lugar na votação de Jogador que Mais Evoluiu (Most Improved Player), atrás de Dyson Daniels, e o jogador se tornou um ponto importante tanto no ataque quanto na defesa dos Clippers ao lado das estrelas Kawhi Leonard e James Harden.

## Carreira na seleção
Zubac representou a Seleção Croata Júnior durante o EuroBasket Sub-16 de 2013. Ele teve médias de 17,6 pontos e 7,9 rebotes durante a Copa do Mundo Sub-19 de 2015 na Grécia, sendo selecionado para a Segunda-Equipe do torneio. Zubac teve médias de dígitos duplos em pontuação (15,8) e rebotes (12,9), além de 3,0 bloqueios no EuroBasket Sub-18 de 2015, sendo selecionado para a Segunda-Equipe do torneio.

## Vida pessoal
Zubac nasceu em Mostar e cresceu em Čitluk na Bósnia e Herzegovina, logo a leste da fronteira com a Croácia. Ele é cidadão croata. O ex-jogador da NBA, Zoran Planinić, é seu primo.

## Estatísticas da NBA

### Temporada regular
| Ano      | Equipe        | PJ  | PT  | MPJ  | AP   | 3P   | LL   | RT  | AS  | BR | TO  | PPJ  |
| -------- | ------------- | --- | --- | ---- | ---- | ---- | ---- | --- | --- | -- | --- | ---- |
| 2016–17  | L.A. Lakers   | 38  | 11  | 16.0 | .529 | .000 | .653 | 4.2 | .8  | .4 | .9  | 7.5  |
| 2017–18  | L.A. Lakers   | 43  | 0   | 9.5  | .500 | .000 | .765 | 2.8 | .6  | .2 | .3  | 3.7  |
| 2018–19  | L.A. Lakers   | 33  | 12  | 15.6 | .580 | —    | .864 | 4.9 | .8  | .1 | .8  | 8.5  |
| 2018–19  | L.A. Clippers | 26  | 25  | 20.1 | .538 | —    | .733 | 7.7 | 1.5 | .4 | .9  | 9.4  |
| 2019–20  | L.A. Clippers | 72  | 70  | 18.4 | .613 | .000 | .747 | 7.5 | 1.1 | .2 | .9  | 8.3  |
| 2020–21  | L.A. Clippers | 72* | 33  | 22.3 | .652 | .250 | .789 | 7.2 | 1.3 | .3 | .9  | 9.0  |
| 2021–22  | L.A. Clippers | 76  | 76  | 24.4 | .626 | —    | .727 | 8.5 | 1.6 | .5 | 1.0 | 10.3 |
| 2022–23  | L.A. Clippers | 76  | 76  | 28.5 | .634 | .000 | .697 | 9.9 | 1.0 | .4 | 1.3 | 10.8 |
| 2023–24  | L.A. Clippers | 68  | 68  | 26.4 | .649 | —    | .723 | 9.2 | 1.4 | .3 | 1.2 | 11.7 |
| Carreira | Carreira      | 504 | 371 | 21.4 | .612 | .083 | .739 | 7.4 | 1.2 | .3 | 1.0 | 9.2  |

### Play-In
| Ano  | Equipe        | PJ | PT | MPJ  | AP   | 3P | LL   | RT  | AS  | BR | TO  | PPJ |
| ---- | ------------- | -- | -- | ---- | ---- | -- | ---- | --- | --- | -- | --- | --- |
| 2022 | L.A. Clippers | 2  | 2  | 22.4 | .714 | —  | .625 | 6.5 | 1.0 | .0 | 1.0 | 7.5 |

### Playoffs
| Ano      | Equipe        | PJ | PT | MPJ  | AP   | 3P | LL   | RT  | AS  | BR | TO | PPJ  |
| -------- | ------------- | -- | -- | ---- | ---- | -- | ---- | --- | --- | -- | -- | ---- |
| 2019     | L.A. Clippers | 4  | 3  | 9.7  | .500 | —  | .667 | 5.5 | .3  | .5 | .5 | 5.0  |
| 2020     | L.A. Clippers | 13 | 13 | 24.6 | .564 | —  | .811 | 7.2 | .6  | .2 | .8 | 9.1  |
| 2021     | L.A. Clippers | 17 | 7  | 17.7 | .596 | —  | .796 | 5.8 | .4  | .1 | .7 | 6.3  |
| 2023     | L.A. Clippers | 5  | 5  | 26.0 | .567 | —  | .750 | 9.6 | .6  | .6 | .2 | 9.2  |
| 2024     | L.A. Clippers | 6  | 6  | 32.0 | .600 | —  | .650 | 9.3 | 1.0 | .8 | .5 | 16.2 |
| Carreira | Carreira      | 45 | 34 | 21.8 | .577 | —  | .768 | 7.1 | .6  | .3 | .6 | 8.6  |

## Prêmios e homenagens
NBA
- NBA All-Defensive Team:
  - Segundo Time: 2025[33]